# NGC 3506
NGC 3506 este o galaxie spirală situată în constelația Leul. A fost descoperită în 1784 de către William Herschel.